# Regula Hayoz
Regula Hayoz Helfer (* 11. Februar 1977) ist eine Schweizer Politikerin (Grüne).

## Leben
Regula Hayoz ist ausgebildete Primarlehrerin und ist als Lehrerin an der Primarschule Düdingen sowie als Umweltberaterin beim WWF tätig. Sie betreibt mit ihrer Familie einen Bio-Hof in Courmoen am Schiffenensee. Regula Hayoz ist verheiratet, Mutter von drei Kindern und lebt in Courmoen in der Gemeinde Courtepin.

## Politik
Regula Hayoz wurde im März 2021 bei den erstmaligen Wahlen für den Generalrat (Legislative) der Gemeinde Courtepin für die Vereinigung Courtepin Ensemble in den Generalrat gewählt. Sie ist Mitglied der Einbürgerungskommission.
Regula Hayoz wurde bei den Wahlen im November 2021 in den Grossen Rat des Kantons Freiburg gewählt. Sie ist Mitglied der Kommission für Strasse und Wasserbau.